# Fale krótkie
Fale krótkie, HF (ang. HF – high frequency), fale dekametrowe – zakres fal radiowych (pasmo radiowe) o częstotliwości: 3–30 MHz i długości 10–100 m. W języku polskim od tego zakresu wzięło swą nazwę krótkofalarstwo.

## Zastosowanie
Z uwagi na propagację używane zwłaszcza do łączności na duże odległości, tam gdzie zasięg na pasmach VHF jest niewystarczający, takich jak:
- Łączność z samolotami w lotach międzykontynentalnych.
- Łączność ze statkami znajdującymi się na oceanach.
- Łączność wojskowa i wywiadowcza.

Na częstotliwości fal krótkich pracuje wiele służb, usług i rodzajów emisji:
- Radiofonia
- Transmisje cyfrowe cywilne: RTTY, FAX (NAVTEX, Weatherfax), wojskowe: STANAG
- Radary
- Wzorcowy sygnał częstotliwości i czasu (4995–5005 kHz, 9995–10005 kHz, 14990–15010 kHz, 19990–20010 kHz, 24990–25010 kHz)
- Radioastronomia (13360–13410 kHz, 25550–25670 kHz), badania kosmiczne (5003–5005 kHz, 10003–10005 kHz, 15005–15010 kHz, 18052–18068 kHz, 19990–19995 kHz, 25005–25010 kHz), jonosonda
- Służba amatorska (pasma 80 m, 60 m, 40 m, 30 m, 20 m, 17 m, 15 m, 12 m, 10 m)
- Pasmo obywatelskie CB (pasmo 11 m)
- Aparatura zdalnego sterowania (27 MHz)
- Komunikacja bliskiego zasięgu (13,56 MHz)

## Radiofonia
Radiostacje nadające na falach krótkich, ze względu na bardzo daleki zasięg, są skierowane do odbiorców znajdujących się poza granicami kraju. Największa popularność radiofonii na falach krótkich przypadała na konflikty zbrojne i zimną wojnę, w Polsce była związana z działalnością Radia Wolna Europa. 
| Pasmo | Częstotliwość (kHz) | Uwagi            |
| ----- | ------------------- | ---------------- |
| 90 m  | 3200–3400           | Pasmo tropikalne |
| 75 m  | 3950–4000           |                  |
| 60 m  | 4750–5060           | Pasmo tropikalne |
| 49 m  | 5900–6200           |                  |
| 41 m  | 7200–7450           |                  |
| 31 m  | 9400–9900           |                  |
| 25 m  | 11600–12100         |                  |
| 22 m  | 13570–13870         |                  |
| 19 m  | 15100–15800         |                  |
| 16 m  | 17480–17900         |                  |
| 15 m  | 18900–19020         |                  |
| 13 m  | 21450–21850         |                  |
| 11 m  | 25670–26100         |                  |

Aktualnie (2021) największym nadawcą w paśmie fal krótkich jest Chińskie Radio Międzynarodowe. W Polsce nie nadaje się radiofonii na falach krótkich. Pasmo krótkofalowe bywa wykorzystywane przez stacje pirackie.

## Rozchodzenie się fal krótkich KF

Fale krótkie odbijają się od ziemi i jonosfery do nadajnika

Ze względu na krzywiznę Ziemi i tłumienie przez powierzchnię terenu zasięg fali powierzchniowej w zakresie fal krótkich jest niewielki: od kilkudziesięciu kilometrów od nadajnika (fale o długości rzędu 100 m) do kilku kilometrów (fale o długości rzędu 10 m). Jednakże fale krótkie mogą się odbić (raz lub wielokrotnie) od jonosfery i od Ziemi, umożliwiając na fali jonosferycznej łączność o zasięgu ogólnoświatowym. Opis praw rządzących propagacją fal krótkich jest bardzo skomplikowany.
Pierwszą niedogodnością łączności na falach krótkich jest fakt, że rozmaite częstotliwości krytyczne i maksymalne dla jonosfery leżą w tym zakresie fal. Fale krótkie są odbijane głównie przez warstwę F2 jonosfery, ale okresowo także inne (E i F1), w tym warstwę sporadyczną Es. Stan i liczba warstw jonosfery zależy od kąta padania promieni słonecznych oraz od aktywności słonecznej, dlatego też w różnych przedziałach czasu warunki propagacyjne na obu końcach zakresu fal krótkich mogą ulegać zmianom. W związku z tym w praktyce stosuje się uproszczenie stwierdzające, że o wartości maksymalnej użytecznej częstotliwości w zakresie fal krótkich decydują pory doby, pory roku i faza cyklu aktywności słonecznej.
Ogólnie ta maksymalna częstotliwość jest większa w dzień niż w nocy, jej nocna wartość jest większa w lecie, a wartość dzienna zimą (szczególnie w godzinach przedpołudniowych).
W praktyce zdarza się odchylenie rzeczywistej drogi fal krótkich od trasy najkrótszej (ortodromy). Zjawisko to nazywane jest propagacją pozaortodromową. Spowodowane jest ono zmianami wysokości warstw jonosferycznych w obszarach wschodu i zachodu Słońca – na przejściu pomiędzy obszarem oświetlonym a strefą cienia następuje nachylenie pułapu jonosfery. Odbicie od warstwy nachylonej powoduje czasowe odchylenie toru fali. Podobnie dzieje się wskutek odbić od nachylonej powierzchni terenu w miejscu odbicia fali od Ziemi. Zmiany wysokości jonosfery wywołują dodatkowo efekt Dopplera.
Poważne pogorszenia łączności na falach krótkich są spowodowane przez burze jonosferyczne. Częstotliwość występowania burz jonosferycznych jest związana z przebiegiem jedenastoletniego cyklu aktywności słonecznej – najwięcej w latach zwiększonego występowania plam słonecznych. Burza jonosferyczna trwa zazwyczaj od kilku godzin do paru dni, przeważnie jednak nie dłużej niż dwie doby.
Szczególnym rodzajem zaburzenia jonosferycznego jest zjawisko zaniku powszechnego, czyli zaniku odbioru fal krótkich na całej półkuli Ziemi oświetlonej przez Słońce. Normalnie zanik powszechny jest krótkotrwały; od kilku minut do 2-3 godzin. Najdłużej trwa na mniejszych częstotliwościach zakresu. Przyczyną zaniku powszechnego są rozbłyski w chromosferze Słońca, czyli protuberancje, którym towarzyszy wzmożone promieniowanie ultrafioletowe, a także korpuskularne i kosmiczne. Sam zanik powszechny jest spowodowany przez promieniowanie ultrafioletowe, które poruszając się z prędkością światła dochodzi do Ziemi i wywołuje wzrost jonizacji warstwy D i w efekcie gwałtowny wzrost absorpcji fal krótkich. Znacznie wolniejsze promieniowanie korpuskularne (około 1600 km/s) osiąga granice jonosfery po kilkudziesięciu godzinach, wywołując burze jonosferyczne.
Innym efektem charakterystycznym dla fal krótkich jest zjawisko "echa". Fala z nadajnika może docierać do odbiornika zarówno najkrótszą drogą jako sygnał bezpośredni, albo jako sygnał pośredni po okrążeniu Ziemi. A może to zrobić nawet wielokrotnie. Różnicy drogi sygnałów bezpośredniego i pośredniego równej 1000 km odpowiada różnica czasu odebrania sygnałów około 3 milisekund.
Zjawisko "echa" występuje najczęściej gdy nadajnik i odbiornik znajdują się w strefie zmiany pory doby (w strefie półmroku). Droga obu sygnałów przebiega wtedy wzdłuż strefy półmroku. Dla radiokomunikacji fonicznej zjawisko echa jest dość szkodliwe, ponieważ wielokrotne echa mogą znacznie obniżyć jakość sygnału, szczególnie w przypadku transmisji danych cyfrowych.